# Guerra de sucesión de Montferrato
La guerra de Sucesión de Montferrato ( en italiano: Guerra di successione del Monferrato) fue una guerra de sucesión por el ducado de Montferrato que se desarrolló en la península itálica entre 1613 y 1617.
La causa directa del conflicto fue la muerte el 22 de diciembre de 1612 del duque Francisco, duque de Mantua sin dejar herederos varones. Su hermano Fernando de Gonzaga, que era entonces cardenal, renunció a su carrera eclesiástica para suceder a su hermano, tanto en el ducado de Mantua como en el ducado de Montferrato. Sin embargo, la esposa de Francisco, Margarita de Saboya, era hija del duque Carlos Manuel I de Saboya, y este afirmó que Montferrato pertenecía ahora a su dinastía. Carlos Manuel invocó el tratado del 1 de mayo de 1330 con motivo del matrimonio de Yolanda Paleóloga de Montferrato, hija de Teodoro I, marqués de Montferrato y de Argentina Spinola, con Aymon, conde de Saboya. El tratado estipulaba que cuando los descendientes varones del marqués de Montferrato se extinguieran, los de Yolanda (y por tanto la casa de Saboya) le sucederían en el marquesado, para proporcionar dinero a las hijas.
Ambos bandos reunieron a muchos otros estados en sus campamentos y la guerra se prolongó durante cuatro años. España y Francia se unieron al lado de Fernando, pero Francia desertaría al lado de Carlos Manuel I en 1615. Ese año, se redactó la Paz de Asti, determinando que Saboya debería renunciar a sus reclamaciones sobre Montferrato, pero el tratado nunca se firmó y la guerra continuó. Finalmente, Saboya y España firmaron la Paz de Asti en 1617, que confirmó a Fernando como heredero legítimo de Francisco.
Cuando Fernando murió en 1626, su hermano Vincenzo II (1594-1627), también cardenal, lo sucedió como duque de Mantua y de Montferrato. A pesar de casarse, tras la renuncia de Fernando y la expulsión de Vincenzo del Sacro Colegio Cardenalicio (por violar el celibato), ninguno tuvo hijos legítimos. Estalló una nueva crisis cuando Vincenzo II murió el 26 de diciembre de 1627, lo que condujo a la Guerra de Sucesión de Mantua (1627-1631).

## Contexto
El 22 de diciembre de 1612, la muerte de Francisco de Gonzaga, duque de Mantua y duque de Montferrato, hizo pensar a Carlos Manuel I de Saboya que había llegado el momento de hacer valer sus derechos sobre el último de los ducados. Francisco de Gonzaga se había casado con Margarita de Saboya, hija de Carlos Manuel I y de Catalina Micaela de Austria, con la que había tenido 3 hijos, dos de los cuales murieron a temprana edad:
- María de Mantua (1609-1660) que se casará, en 1627, Carlos III (1609-1631), duque de Mayenne, un primo lejano de la rama «francesa» de los Gonzaga (tenían el mismo bisabuelo Guillermo Gonzaga de Mantua);
- Ludovico (1611-1612);
- Eleonora (1612-1612).

El cardenal Fernando de Gonzaga, hermano de Francisco, tomó posesión del marquesado de Montferrato con gran disgusto de Carlos Manuel I Saboya.
Para reclamar Montferrato, el duque Carlos Manuel I esgrimía un tratado celebrado el 1 de mayo de 1330 con motivo del matrimonio de Yolanda de Montferrato, hija de Teodoro I, marqués de Montferrato, y de Argentina Spinola, con Aymon, conde de Saboya. Ese tratado estipulaba que en caso de extinción de los descendientes varones del marqués de Montferrat, se sucederían en el marquesado los de Yolanda (y por tanto la casa de Saboya), con la carga de dotar a las hijas en dinero.
Los ministros saboyanos propusieron el matrimonio del príncipe-cardenal con la duquesa Margarita y la cesión al duque de Saboya de algunas ciudades enclavadas en el Piamonte, pero Carlos Manuel I prefirió llamar a su hija Margarita y a la princesa María, su hija, a su lado. El cardenal Fernando se negó a dejarlas ir a pesar de varias mediaciones. La última negativa de Fernando dio la señal para la guerra. La invasión del Montferrato que había sido preparada con tanta precisión y secreto por Carlos Manuel I comenzó con la toma de Alba.

## El ataque saboyano (1613)
Al norte del ducado de Montferrato, el duque de Saboya partió el 22 de abril de 1613 con su tropa en dirección a Trino que asedió. El día 24 derrotó a una tropa de socorro procedente de Casale y disparó cañonazos sobre la ciudad el 25 de abril. Al día siguiente, una nueva tropa de socorro de 2000 mantuanos fue derrotada. Por la noche, Trino izó una bandera blanca.
Al sur de Montferrato, el 22 de abril, Alexandre Guerini, gobernador de Cherasco, al frente de 600 infantes y 50 caballeros, también entró por sorpresa en Alba después de haber disparado contra la puerta del Tanaro. Después de una breve batalla, las tropas saboyanas se adueñaron de la ciudad y de la fortaleza.
Charles Scaglia, conde de Verrua, partió de Asti el 23 de abril y tomó la ciudad de Moncalvo, defendida por 800 soldados, y sitió el castillo. El 8 de mayo, la guarnición, reducida a 240 hombres, se rindió y obtuvo permiso para retirarse a Pontestura, donde el comandante fue arrestado y luego condenado a que le decapitaran por rendirse demasiado pronto. Esa sentencia no se llevó a cabo gracias a la acción de muchos opositores al duque de Montferrato.
Carlos Manuel I justificó su entrada en Montferrato publicando un manifiesto dirigido al papa Pablo V, al emperador Matías, a los reyes Felipe III de España y Luis XIII de Francia, a los cantones suizos y a todos los potencias de Italia. Mientras instruía a sus ministros y diplomáticos para que combatiaran la impresión desfavorable que causaba en general el primer informe de esa guerra, se ocupó en proseguirla vigorosamente.
El Piamonte estaba en armas, Saboya, a la que los movimientos franceses dieron motivo de preocupación, vio un cuerpo de 8000 infantes y 1000 caballeros reunidos en la frontera bajo las órdenes de Segismundo de Este, marqués de Lans. Habiéndose puesto Francia del lado de la casa de Gonzaga, a partir de entonces el ejército del Delfinado podía entrar en Saboya sin temor a molestar a España, que protestó ya que quería mantener sola la integridad de los Estados de Mantua.
La república de Venecia y el ducado de Toscana se armaron a favor del ducado de Saboya. Pero cuanto mayor era el número de protectores de los Gonzaga, menos desesperaba Carlos Manuel I de desunirlos y crear discordias entre ellos por su dirección, habilidad y astucia.

## Asedio de Nizza Monferrato (1613)
Mientras tanto, el príncipe estaba ocupado en el campo. Después de la capitulación de Trino, hizo sitiar la capital del marquesado de Monferrato desde 1305, Casale. Pero los españoles al enterarse de ese proyecto enviaron un destacamento de 500 hombres a Pontestura, acompañados de un destacamento francés, bajo las órdenes de Carlos I de Mantua, duque de Nevers, que había llegado desde Génova. Carlos Manuel I entonces decidió atacar a Nizza Monferrato.
El conde Saint-George marchó contra ese lugar con 17 000 hombres. La guarnición estaba compuesta por 2000 soldados de infantería y 200 jinetes a las órdenes de Mainfroi de Castillon.
El 14 de mayo, los sitiadores acamparon en la colina, apoyando su derecha sobre los capuchinos y la izquierda sobre el torrente llamado Nizza. El día 15, formaron una batería contra la torre del Merle y luego una segunda contra la torre del Canton. Al final del día, la gente de Niza recibió el refuerzo de un convoy que logró pasar las líneas saboyana. El 16 de mayo, los saboyanos instalaron una nueva batería contra la puerta de Lanerio. Al día siguiente, habiendo roto una bala las cadenas del puente levadizo de esa puerta, los saboyanos lanzaron un asalto que fue repelido por los defensores. Entonces los sitiadores dirigieron el fuego de artillería sobre las casas para acelerar la rendición. Los habitantes pidieron a Mainfroi de Castillon que capitulara, pero el gobernador los amenazó y les indicó que se defendería hasta el último límite.
El 20 de mayo, habiendo casi bloqueado las ruinas de las murallas los fosos en loa diferentes puntos de ataque, Castillon consiguió despejarlos en parte. También consiguió enviar un correo a Casal para avisar al duque de Nevers del estado de desamparo de la ciudad. No habiendo el conde Saint-George sitiado completamente la ciudad, la guarnición salió por la tarde para incendiar los graneros, en el camino de Acqui, donde los atacantes podrían haber encontrado refugio. Al día siguiente, Saint-George envió a la caballería saboyana a ocupar las orillas del Belbo, pero los sitiados se opusieron. La escaramuza se volvió a favor de los saboyanos que se alojaron en las dependencias de los graneros incendiados el día anterior. Durante este tiempo, el gobernador de Nizza perfeccionó un dique destinada a hacer verter en el foso el agua del río Nissa (it).
El 22 de mayo, los asaltantes instalaron una nueva pieza de artillería cerca de la torre de Cantón y luego lanzaron un asalto con 200 coraceros a pie por la brecha. Al caer la noche, se aplazó el asalto y los defensores aprovecharon la oscuridad para reparar la brecha.
El 23 de mayo, don Antonio de Levo, príncipe de Ascoli, que había entrado en el ducado de Montferrato al frente de 4000 españoles, llegó por la tarde a Incisa, un pueblo a dos millas de Nizza Monferrato, donde se le unió Carlos I de Mantua con 2600 mantuanos que llegaban desde Mombaron, donde se encontraba desde hace unos días.
El conde de Saint-Georges sintió que sería imposible evitar el combate si quería continuar el asedio. Su fuerza y la ventaja del puesto que ocupaba le tranquilizaban, pero para no romper la paz con la casa de Austria, la conducta del general saboyano le sometía a combinaciones políticas más que a cálculos militares. En efecto, Carlos Manuel I había ordenado evitar cualquier tipo de enfrentamiento contra los españoles y el comisario imperial, que seguía al príncipe de Ascoli, pidió el levantamiento del sitio en nombre de Felipe III señor soberano del Montferrato. En esa posición embarazosa, Saint-Georges envió a Charles Scaglia, conde de Verrue, hacia el general austríaco quien indicó que mientras no tuviera orden no podía decidir nada pero que no se oponía a la continuación del asedio si después se colocaba una guarnición española inmediatamente después de la capitulación.
Las instrucciones recibidas por el príncipe de Ascoli indicaban que debía despejar el lugar de Nizza y obligar a los saboyanos a regresar al Piamonte. El general saboyano tomó entonces las medidas necesarias para efectuar su retirada, cuando le dijeron que el ejército enemigo, de 7500 infantes y 1400 caballeros, se acercaba en orden de batalla.
El conde Saint-Georges envió entonces su artillería escoltada por la milicia real española y, tras haber retirado sus puestos de avanzada, partió con el resto del ejército. Apenas fuera de sus líneas, el duque de Nevers lo hizo seguir con 200 hombres. Ignorando la provocación, Saint-Georges prosiguió su marcha sin disparar un tiro, pero el duque de Nevers concibió la esperanza de sacar algunas piezas de cañón. Decidido a entablar un combate que permitiera una guerra abierta entre españoles y saboyanos, lo que sería muy ventajoso para el duque de Mantua. Este último, aventurándose imprudentemente, fue rodeado por la retaguardia saboyana. Luego llamó en su ayuda al príncipe de Ascoli, quien avanzó con todas sus fuerzas. El general saboyano llamó a los suyos y los dos ejércitos se encontraron al alcance de los mosquetes, para una lucha tan esperada por los mantuanos.
Sin embargo, los saboyanos estaban a la defensiva y las tropas españolas, habiendo liberado al duque de Mantua, se resistían a correr los riesgos de una batalla cuyas consecuencias eran insignificantes. El príncipe de Ascoli volvió a proponer al general saboyano retirarse a sus tierras. Después de la aceptación, los dos ejércitos se alejaron. El conde de Saint-Georges se dirigió a Costigliole mientras los españoles regresaban a Alejandría, dejando en Nizza o en los castillos circundantes un cuerpo de 1200 infantes y 250 hombres de caballería.

## A través del Montferrato (1613)
Inmediatamente, Carlos Manuel I ordenó al conde de Saint-George que condujera su ejército a Asti, adonde se dirigió él mismo, con la intención de castigar a los habitantes del Montferrato que aún ocupaba y cuya revuelta se generalizaba. Con este fin, una columna saboyana, comandada por el sargento mayor Pagan, atacó el pueblo de Montiglio, fortificado por un triple atrincheramiento. Después de una lucha obstinada, los saboyanos asaltaron el pueblo que fue tratado con mucho vigor. El castillo, temiendo tal destino, abrió sus puertas.
Una segunda columna, a las órdenes de Odón de Roero, conde de Montisel, recorrió el país, llevándolo de nuevo al orden. Después de sus expediciones punitivas, los dos destacamentos se reunieron con Saint-George en Moncalvo, que acababa de levantar el sitio de Gabian de las tropas del duque de Mantua.
El ejército saboyano marchó sobre la ciudad de Calosso, donde la insurrección se había manifestado de nuevo, y la tomó por la fuerza y luego sometió a Morano y Montemagno.
Mientras tanto, los mantuanos habían tomado la ofensiva del lado de Nizza. Lograron apoderarse de Moasca y luego fueron a sitiar a Alice. El capitán Alasia, que estaba al mando, al no tener fuerzas para defender el pueblo, se encerró en el castillo y resistió hasta el último cartucho. El vencedor irritado observó mal la capitulación y el capitán a duras penas salvó la vida refugiándose en un pueblo cercano dependiente del ducado de Milán.
Los saboyanos se compensaron tomando el castillo de Vesime, cuyo comandante pasó al servicio de Saboya. Carlos Manuel I le encomendó la conducción de las tropas destinadas a actuar en los valles del Tinella, del Belbo y del Bormida. Ocupó las dos primeras, desde Santo Stefano Belbo hasta las proximidades de Alba, y expulsó al enemigo de la otra, donde retomó Camerana, Gottasecca, Roccavignale y el Altare. Este último puesto pronto fue ocupado por Francesco Antonio Del Carretto, marqués de Grana, pero el sargento mayor Pagani se hizo cargo de él por segunda vez.
Estas pequeñas conquistas y la toma de varios otros castillos dejaron libre al duque de Saboya para exigir contribuciones sobre las dos partes del Montferrato. Así su infantería aparecía a menudo bajo los muros de Acqui mientras su caballería llevaba sus incursiones hasta Casal. Por otro lado, un cuerpo de tropas a las órdenes del barón de loss Adrets y de Pierre Garetti, conde de Ferrère, reforzó San Damiano d'Asti. Los sitiadores emplazaron en las alturas del convento de Vezzola una batería que bombardeó la ciudad y la dañó considerablemente. La guarnición hizo una salida contra esa batería, pero fue rechazada después de una lucha obstinada. Un destacamento que el duque de Nevers había encargado de llevar socorro a la ciudad antes de ser derrotada, los mantuanos buscaron liberarla de otra manera.
El duque de Nevers marchó sobre Canelli, donde sólo había una guarnición de 150 hombres. Los mantuanos atacaron de frente el puente del Belbo, pero fueron rechazados por un contraataque, dejando a los defensores tres cañones y heridos. Monsieur de Saint-Georges llegó poco después de la victoria para ayudar a los sitiados. Les dejó algunos refuerzos y volvió a Asti.
Habiendo fracasado en su empresa, el duque de Nevers volvió a Casal, desde donde envió a Alphonse Guerieri, marqués de Mombel, para sitiar el castillo de Grana, cuyo débil destacamento que lo defendía se dejó sorprender.
La pérdida de Grana no preocupaba a los saboyanos, que estaban más interesados por el sitio de San Damiano, que se defendió valientemente. Los habitantes, faltos de víveres, se amotinaron y depusieron al gobernador, nombrando en su lugar al teniente Prandi, quien, al no ver aparecer ayuda, pensó en capitular cuando recibió la cierta noticia de que la paz estaba próxima a concluirse. De hecho, los Estados Pontificios y el ducado de Módena habían autorizado el paso de 4000 hombres que Cosme II de Médici, Gran Duque de Toscana, destinaba al ducado de Mantua y Francia que se preparaba para llevar un ejército a Saboya. Carlos Manuel I se hubiera visto abrumado por tantos enemigos si los austriacos, celosos del papel que los franceses querían tomar en los asuntos de Italia, no hubieran tenido prisa por concluir la paz.

## Tratado de Milán (1613)
Los generales españoles, de acuerdo con el comisario imperial de Lombardía, hicieron las primeras propuestas al duque de Saboya, y el príncipe envió al conde Crivelli a Milán, en calidad de plenipotenciario. Como ambas partes tenían prisa por concluir un acuerdo, para evitar el movimiento de los franceses, sentaron rápidamente las bases de un tratado, el Tratado de Milán, por el que se acordó que Carlos Manuel I entregaría en el plazo de seis días a los comisionados austríacos los lugares de Montferrato que había ocupado. Y que un mes después de la entrega de esos lugares, recibiría en su corte a la duquesa viudad Margarita, con la princesa María, su hija, que las pretensiones de la casa de Saboya, contra la de Gonzaga, serían discutidas en congreso y decididas por vía de arbitraje, y que los dos príncipes concederían una amnistía general a sus súbditos adscritos a la parte adversa.
Este tratado no satisfizo a Fernando, duque de Mantua, que se negó a renunciar a deshacerse de la princesa María de Mantua y ordenó a sus tribunales que continuaran los pleitos iniciados contra los señores de Montferrato comprometidos con el partido de la Casa de Saboya. Más de 60 señores de Montferrato, entre ellos varios de muy alto rango, se vieron envueltos en este asunto que lo hizo importante a los ojos de los extranjeros; entre estos se pueden citar:
- Guy de Briandra, conde de Saint-George.
- Charles Scaglia,[5] conde de Verrue.
- Alphonse Busca, conde de Neviglie.
- François Spinola, marqués de Garès.
- François Boetti, conde de Cunico.
- el marqués de Caluso.
- el marqués de Mélas.

El duque de Mantua se mostró inflexible, en particular con respecto al conde de Saint-George, a pesar de los ruegos españoles.
Al encontrar en su ejecución el Tratado de Milán una dificultad que parecía insuperable, el duque de Saboya pareció muy deseoso de cumplirlo, viendo con satisfacción que su enemigo fracasaba en las condiciones de una paz a la que sólo se había apresurado forzado por las circunstancias. Este hábil príncipe notó el deseo de Francia de tomar parte en los asuntos de Italia, y los celos que sentían los españoles. Esperaba sacar beneficio y sólo con este propósito afectó la mayor deferencia a Juan de Mendoza y Velasco, marqués de la Hinojosa, gobernador de la Lombardía.. Al mismo tiempo trató de aprovecharse de las facciones que dividían la corte de París, con la esperanza de debilitar el interés que esa corte tenía en el destino de la casa de Gonzaga.
Pero el partido del duque de Mantua, apoyado por los ministros de la república de Venecia y el ducado de Toscana, se impuso de nuevo, y Francia asumió una actitud amenazante a su favor. Carlos Manuel I, sin dudar ya de que los españoles lo apoyarían, no perdonó al gobierno francés y se mantuvo en contacto con los descontentos de ese reino. Envió al conde de Scarnafis a Inglaterra, contando con su apoyo en una guerra que, según él, se había vuelto inevitable. Pero el consejo de Madrid consideró importante impedir que Francia tomara parte en la pacificación de Italia y, temiendo romper con ella, desaprobó la resolución tomada en Turín y pospuso el desarme. Carlos Manuel I habiendo aprendido algunas maniobras de parte del rey Felipe III, que formó la intención de hacer ceder el trono a su hijo, Víctor Amadeo I, decidió distanciarse del soberano español, haciendo languidecer las negociaciones, y renovó los contactos amistosos con Francia y la República de Venecia.
Durante estos eventos diplomáticos, las hostilidades no cesaron entre los saboyanos y los mantuanos. El duque de Saboya, queriendo asestar un golpe al de Mantua, que el apoyo de sus protectores no garantizaba, hizo reventar inesperadamente los diques del Tanaro sobre Albe. El gobernador de Montferrato, alarmado por las consecuencias de esta empresa, reunió apresuradamente un cuerpo de tropas para oponerse a los saboyanos. Pero mientras marchaba sobre Santa Vittoria, otra columna saboyana, al mando de Guy de Briandra, conde de Saint-George, avanzó hacia Casal y desvió las aguas del Doire, que fertilizaban las llanuras de Trino, y amenazó con sitiar ese lugar. Esta segunda columna obligó al marqués de Mombel, Alphonse Guerieri, a volver sobre sus pasos, exponiendo nuevamente a Albe al peligro de quedar sumergida.
El duque de Mantua pidió al gobernador de la Lombardía que actuara como árbitro. Éste pronunció una orden contraria a las modificaciones realizadas sobre los dos ríos, pero el duque de Saboya hizo continuar los trabajos sobre el Tanaro. Al mismo tiempo, arrestaron en Turín a un mantuano, llamado Piceno, llegado del Piamonte, vestido de monje, con la intención de asesinar al conde Guy de Briandra, conde de Saint-Georges, cuya cabeza acababa de ser puesta a precio por el duque de Mantua.
El consejo de España indicó al duque de Saboya que debía desarmarse inmediatamente y consentir el matrimonio de su hija, la duquesa Margarita, con el nuevo duque de Mantua, hermano de su primer marido. Esas maneras le parecieron insultantes a Carlos Manuel I y, a pesar de dos decretos que obtuvieron los españoles, se dispuso a apoyar la guerra.

## Reanudación de las hostilidades (1613-1614)
La resistencia del duque de Saboya, le enemistó con Francisco Gómez de Sandoval y Rojas, duque de Lerma, que obtuvo de la corte de Viena el destierro de Carlos Manuel I al mismo tiempo que se atacaba el Piamonte con 30 000 hombres. Luego devolvió la Orden del Toisón de Oro, protestó ante el rey de España y contrató a Carlos de Angennes, marqués de Rambouillet, para buscar el arbitraje del marqués de la Hinojosa, que viajaba a Candia el 2 de agosto, donde reunió su ejército.
El 7 de septiembre de 1613 ese ejército cruzó el Sesia en Ghislarengo y se apoderó de los castillos de La Motte, de Furmiane y de Brusnengo, antes de acampar en Caresana.
Carlos Manuel I, que acababa de reunir apenas 10 000 hombres, decidió contraatacar. También cruzó el Sesia y se dirigió directamente a Novara con 6000 infantes y 1200 de caballería. Al mismo tiempo, el marqués de Caluso avanzaba hacia Ghislarengo al frente de 800 hombres, con los que intentaría destruir los puentes enemigos. El ejército español retrocedió entonces hacia los puentes y su vanguardia, comandada por don Alfonso Pimentello, se encontró y derrotó a los saboyanos en la batalla de Ghislarengo. Las fuerzas españolas cargaron contra la caballería saboyana, la rompieron y tomaron prisionero al marqués de Caluso. Luego se lanzaron sobre la infantería saboyana, que logró retirarse en buen orden a Vercelli. Tras esa victoria, el general español volvió a cruzar el Sesia en busca del duque de Saboya. Este evitó el encuentro y volvió a sus estados tras incendiar Palestro. El gobernador del Milanesado tomó entonces medidas defensivas y comenzó la construcción del fuerte de Sandoval, cerca de Borgo Vercelli.
Los saboyanos reanudaron las hostilidades contra el Montferrato sacando ventaja en todos los combates, lo que puso fin a esa campaña.
Toda Europa quedó atónita al ver que el duque de Saboya era capaz de luchar y resistir, en solitario, contra el poderío español y terminar la campaña sin perder una sola plaza. Los éxitos de Saboya atrajeron a un buen número de voluntarios, incluido un gran número de franceses a pesar de la prohibición del rey, que llegaron a servir bajo las banderas de Carlos Manuel I.
Tras reunir su ejército en las inmediaciones de Alejandría, el gobernador del milanesado, Juan de Mendoza y Velasco, marqués de la Hinojosa, envió sus tropas a la provincia de Asti sembrando la desolación. El duque de Saboya se apresuró allí y las partes se encontraban diariamente.
Mientras los piamonteses estaban ocupados en defender su territorio, una escuadra de galeras napolitanas desembarcó en Génova un cuerpo de tropas, al mando de don Álvaro de Bazán, marqués de Santa Cruz, destinado a entrar en Oneglia. Fortaleza defendida por el marqués de Dogliani, fue rodeada el 16 de noviembre de 1613. Una flota saboyana, que salía de Villefranche-sur-Mer para socorrer el lugar, fue rechazada y el 29 de noviembre, el marqués de Dogliani, habiendo agotado sus últimos medios de defensa, capituló.
Los españoles sitiaron entonces Maro, defendida por el caballero Leonardo Broglia. En respuesta, el conde de Saint-George entró en el marquesado de Zuccarello y se apoderó de la ciudad de Zuccarello. A pesar de todo, los españoles continuaron el sitio de Maro que, tras varios asaltos a la fortaleza, cayó 4  de enero de 1614 tras la muerte del gobernador Leonardo Broglia.
Rendido el castillo de Prelà pocos días después de Maro, Álvaro de Bazán embarcó parte de sus tropas en las galeras para navegar entre Oneglia y Niza y observar los movimientos enemigos en Zuccarello.
Los 2000 hombres bajo las órdenes del chevalier de Saluzzo partieron para rescatar Maro y Prela, que había caído, fueron dirigidos en el Langhe, donde se apoderaron de varios castillos. Llegado el ejército saboyano a Asti, el marqués de la Hinojosa abandonó el asedio de dicha población e hizo terminar el castillo de Sandoval, cerca de Borgo Vercelli, donde se retiró.

## Primer tratado de Asti (1614)
Mientras tanto, el nuncio del papa, Giulio Savelli y Charles d'Angennes, marqués de Rambouillet, embajador de Francia en Turín, ofrecieron su mediación que el duque de Saboya aceptó. Luego se redactó un tratado de paz y se presentó al marqués de la Hinojosa, quien rechazó las condiciones. Sin embargo, el príncipe Tomas, hijo de Carlos Manuel I, había entrado en Lomellina y tomado Candia, Hinojosa acordó firmar el Tratado de Asti el 1 de diciembre de 1614.
Según ese tratado, los lugares conquistados debían ser recíprocamente devueltos, los prisioneros de guerra devueltos sin rescate, los ejércitos disueltos, y las diferencias entre los duques de Saboya y Mantua serían discutidas amistosamente en un congreso y resueltas antes de un plazo de 6 meses. Francia garantizaba las sumas que la casa de Gonzaga adeudada a la corte de Turín sobre la dote de Blanca de Montferrato y se comprometió a defender el Piamonte, si fuera atacado después de que el ejército de Saboya fuera retirado. La corte de Madrid se mostró descontenta con la celebración de este tratado y desaprobó al marqués de la Hinojosa. Lejos de querer ratificar la paz, el rey de España ordenó al gobernador de Milán que volviera al Piamonte al frente de su ejército, si el duque de Saboya no se disponía sin demora a dar muestras de sumisión y arrepentimiento.
El correo cargado con sus despachos fue apresado cerca de Niza por un navío corsario saboyano. Los documentos enviados a Turín informaron a Carlos Manuel I de las intenciones del rey Felipe y él mismo no estaba dispuesto a satisfacer al monarca. Hizo enviar una memoria apologética de su conducta a todas las cortes extranjeras. Francia, Roma y Venecia hicieron avances para evitar una nueva ruptura, pero el príncipe saboyano se mostró firme en ceñirse únicamente al Tratado de Asti o volver a tomar las armas. Decidido a no ceder nada y previendo que estaba a punto de prepararse una nueva campaña, se apresuró a aumentar sus fuerzas reclutando nuevas levas y poniendo a su servicio a todos los franceses, lorenos, holandeses o suizos que pudiera encontrar.
Por su parte, el marqués de la Hinojosa también participó en los preparativos de guerra y en el reclutamiento de su ejército. También había publicado, por el capitán de justicia de Milán, un manifiesto que declaraba al duque de Saboya depuesto de la soberanía del condado de Asti y de Santhià, que se decía esran propiedad de Lombardía. En respuesta, Carlos Manuel I, hizo marchar una columna de infantería hacia Langhes, donde sus tropas tomaron Bossolasco, Gorzegno, Prunetto y Ménusy.
A mediados de marzo, las tropas españolas al mando de don Pedro de Sarmiento marcharon contra el castillo de Dente y luego tomaron Monbaldón. Otro cuerpo, a las órdenes de don Luis de Córdoba, marchó sobre Roccaverano, que fue tomado el 25 de marzo.

## Reanudación de las hostilidades (1615)

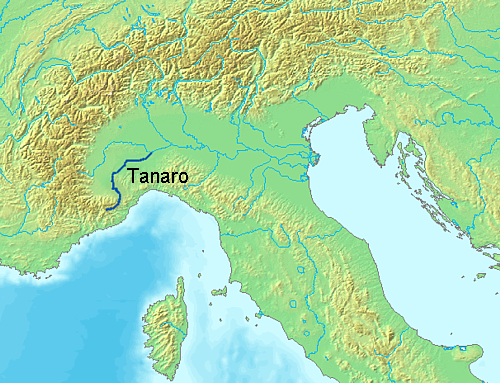
Ubicación del Tanaro.

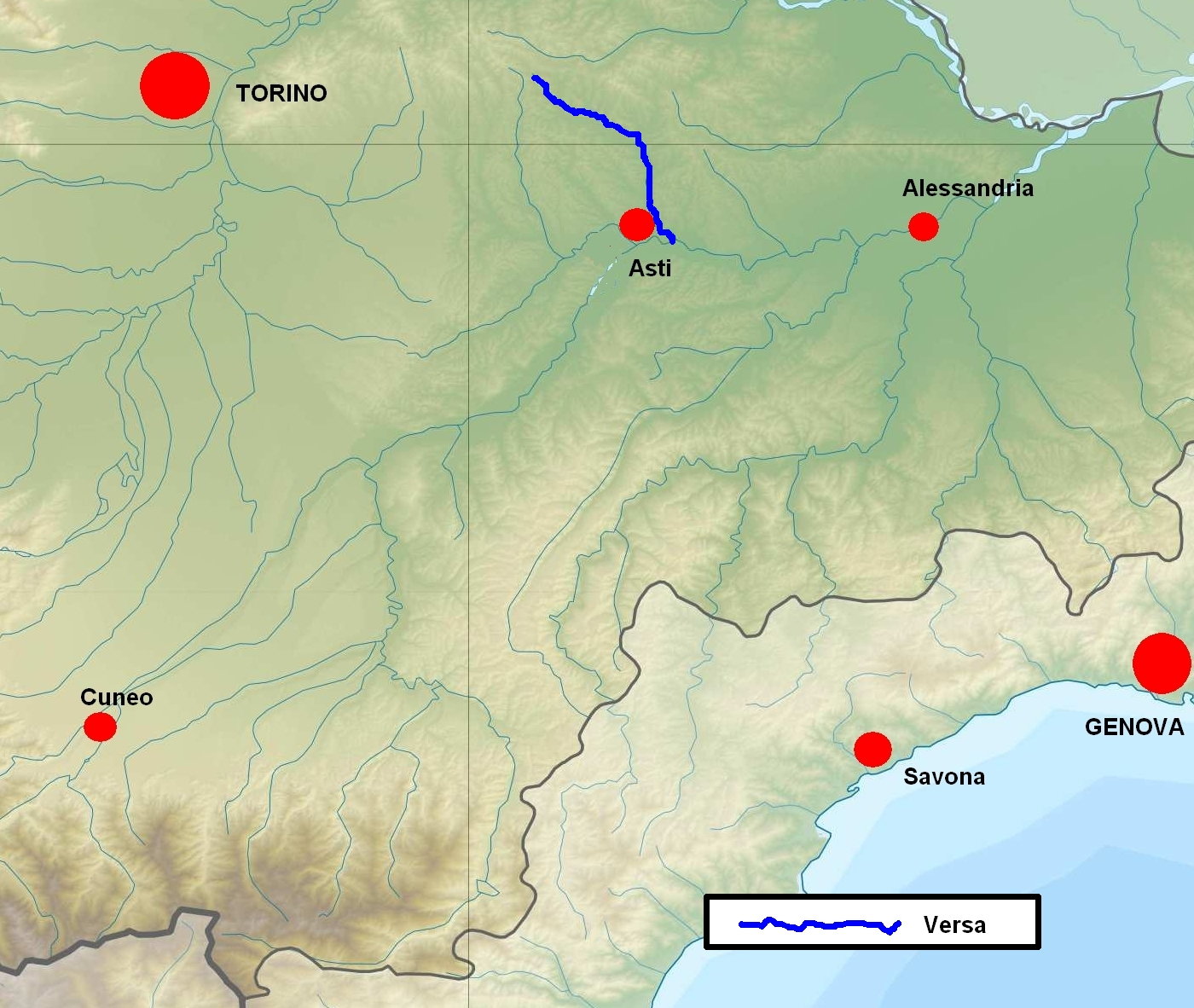
Ubicación del Versa

La pérdida del castillo de Roccaverano desconcertó los planes saboyanos, ya que Cortemilia ahora parecía estar en peligro. Carlos Manuel I envió a este último lugar al comandante de La Motte, al frente de 5 regimientos. La Motte luego envió 4000 soldados de infantería y 1000 de caballería para tomar posiciones en Cherasco.
Estos movimientos despertaron la preocupación de los españoles por Acqui, Alba y Roccaverano. Decidieron reforzarse en el valle del Bormida y el marqués de Mortare se dirigió a Bistagno con 3 regimientos de antiguas bandas españolas, 10 compañías de caballería y 2 cañones, colocó sus tropas en las colinas alrededor de Monastero Bormida y alojó un destacamento en Spigno.
El duque de Saboya al enterarse de que los españoles estaban ocupando Bistagno, puso sus tropas en movimiento y construyó puentes sobre el Tanaro cerca de Neive, luego marchó por Neviglie y Castino a Cortemilia y acampó allí el 15 de abril antes de partir de nuevo al día siguiente sobre Loazzolo. Los saboyanos tomaron los pueblos de Vesme y Cassinasque, pero a pesar de la resistencia de los campesinos del Montferrato, que retrasaron el avance de la artillería, las tropas saboyanas llegaron el 17 de abril a Loazzolo y luego se acercaron a Bistagno, donde se encerraron los españoles mandados por el marqués de Mortare.
Al día siguiente las tropas saboyanas atacaron el lugar y se alojaron en la contraescarpa. Durante la noche colocaron las dos únicas piezas de artillería de campaña que tenían y en la mañana del 19 se inició el fuego. El maestro de campo español, Gambaloita, partiendo de Monastero Bormida, avanzó en socorro de la villa sitiada pero, rechazado por las tropas saboyanas, se retiró a Ponti, adonde había ido don Luis de Córdoba procedente de Spigno. El 20 de abril, los dos oficiales se dirigieron por el valle de Bormida, se acercaron hacinados en masa del campamento saboyano. El duque de Saboya, sin esperar al ataque enemigo, envió su caballería, obligando a los españoles a retroceder. Don Luis de Córdoba, renunciando a ayudar a la fortaleza de Bistagno, quiso retirarse hacia Ponti, pero los saboyanos ocuparon las alturas del valle. Acorralados, los españoles se precipitaron con furia sobre los regimientos de Beuil y Polemieux, a los que derrotaron tras una tenaz lucha. El duque de Saboya lanzó un nuevo ataque contra la fortaleza, nuevamente sin éxito.
El mismo día llega a Ters el marqués de la Hinojosa con 2000 hombres de caballería y 4000 de infantería, al mismo tiempo que don Alfonso de Alvalos al frente de 4500 hombres. El conjunto avanzó sobre Nizza mientras amenazaba a Canelli. Con la esperanza de evitar una batalla por ese lugar de importancia estratégica, el duque de Saboya levantó el sitio de Bistagno y marchó en dos columnas hacia el valle de Belbo. Habiendo liberado el marqués de la Hinojosa a Bistagno y al marqués de Mortare, volvió a Alejandría.
En preparación para un asedio que creía que se avecinaba, Carlos Manuel I marchó con su ejército sobre Asti y, a partir del 26 de abril, ordenó la construcción de numerosas fortificaciones destinadas a defender la ciudad y el curso del Tanaro.
Mientras tanto, las fuerzas españolas se estaban reuniendo en Felizzano. El 6 de mayo, el marqués de la Hinojosa había reunido en ese campamento 22 000 infantes, 3600 de caballería y había dejado en el fuerte de Sandoval o en las orillas del Sesia, cerca de Borgo Vercelli, un cuerpo de 6500 hombres, lo que obligó a los saboyanos a cubrir la provincia de Vercelli y solo les permitió reunir bajo Asti a 15 000 hombres de infantería y 1500 de caballería.
El 12 de mayo, los austríacos se acercaron a Asti, Carlos Manuel I marcha a su encuentro hasta el borde de la margen derecha del Versa (afluente del Tanaro). Envió tres compañías de caballería ligera a la margen izquierda, bajo las órdenes del barón de Saint-Réran, encargado de reconocer al enemigo. Se produjo un combate durante el cual los austriacos tomaron la delantera y capturaron al barón de Saint-Réran. El duque de Saboya adelantó su vanguardia para favorecer la retirada de su caballería. Los españoles avanzaron por la margen izquierda, donde se desplegaron en línea, la infantería en el centro y la caballería en los laterales, a pesar del fuego de la artillería saboyana. Los dos ejércitos se atrincheraron en sus posiciones. Para proteger su ala izquierda, el duque de Saboya ordenó a Odon de Roëro, conde de Montisel, con 2000 hombres y 2 cañones, colocar una compañía en el castillo de Castion y distribuir el resto de su infantería, compuesta por 700 mosqueteros y 200 caballos ligeros, por el cerro y el bosque. Hinojosa hizo marchar entonces en la misma dirección al general español príncipe de Ascoli, al frente de 4500 hombres que, llegados al lugar, se enzarzaron inmediatamente en combate. A pesar de una posición ventajosa, compensada por la desventaja de los números, la lucha fue incierta durante mucho tiempo. Muertos el conde de Montisel y el coronel de Arlot, los saboyanos, reducidos a 400 hombres, se refugiaron en el castillo, que el capitán, tras unos cañonazos, entregó a los españoles. Tras la toma de Castion, los españoles avanzaron sobre San Damiano d'Asti con un fuerte destacamento de caballería. Habiendo recibido refuerzos de los auxiliares de Toscana, Lucca y Urbino, los españoles lanzaron el 15 de abril 33 000 combatientes, que hicieron retroceder a los saboyanos desde las orillas del Versa hasta los atrincheramientos de la Chartreuse. Durante 4 días, los dos ejércitos se enfrentaron. El 20 de abril, el príncipe de Ascoli atacó con gran vivacidad la derecha saboyana, compuesta por 4000 suizos recién reclutados. El choque de los suizos con los veteranos españoles rápidamente se convirtió en ventaja para estos últimos. Carlos Manuel I intentó entonces tomar el flanco enemigo con su caballería, pero los españoles lanzaron sus escuadrones de caballería en ayuda de la infantería. El ejército saboyano comenzó a ceder, Carlos Manuel I intentó entonces dividir su caballería en dos cuerpos, uno frente al marqués de la Hinojosa, el otro, comandado por el príncipe Tomás, encargado de atacar a la infantería. Tras un compromiso indeciso, el duque de Saboya, incapaz de ganar, se retiró a Asti. Algunas escaramuzas tuvieron lugar alrededor de la ciudad, antes de que los españoles comenzaran a asaltar la ciudad defendida por el ejército saboyano, compuesto en gran parte por extranjeros. Los asaltantes comenzaron a construir trincheras y baterías e inmediatamente comenzaron el bombardeo.

## 2.º Tratado de Asti (1615-1616)
Francia y las potencias de Italia, que veían con asombro al duque de Saboya defenderse en esa lucha desigual, no creyeron necesario permitir que continuara durante más tiempo una guerra en la que la disparidad de fuerzas no dejaba dudas sobre su resultado, y del que el resultado sería el sometimiento de Italia a la Casa de Austria. Francia hizo una oferta de mediación a través del marqués de Rambouillet, embajador de Francia en Italia.
Mientras tanto el ejército español había entrado en la Astesan. Después de los combates de Castion y de la Chartreuse, el duque de Rambouillet y los demás embajadores de las cortes extranjeras en Turín fueron inmediatamente al campamento de Saboya para ser consultados allí. El duque de Saboya estaba dispuesto a pactar un nuevo tratado, siempre que no se apartaran de las condiciones esenciales que habían servido de base al último acuerdo, con una suspensión de las armas durante la duración de las conferencias. El gobernador del Milanesado, Juan de Mendoza y Velasco, aceptó ambas propuestas.
La tregua se firmó el 20 de junio. El mismo día, tras la firma del armisticio, el general español al mando del sitio de Asti hizo emprender la construcción de una batería contra el flanco de los atrincheramientos de los Saboya. El duque de Saboya ordenó entonces a los condes Guy de Saint-George y d'Urfé que lo destruyeran. El 21 de junio atacaron, cada uno al frente de 800 de infantería y 200 de caballería, las posiciones españolas que quedaron totalmente destruidas. Este hecho precipitó la firma, el mismo día, de un tratado de paz bajo la garantía del soberano pontífice Pablo V, de Francia, Inglaterra y Venecia.
Charles d'Angennes, marqués de Rambouillet, sir Dudley Carleton y Reincer Zeni firmaron ese tratado, con una declaración de que si España atacaba al duque de Saboya, comprometían a sus respectivos gobiernos a abrazar su defensa. El embajador francés añadió que, en ese caso, su declaración serviría como órdenes a los gobernadores de las provincias limítrofes del reino para marchar en ayuda del Piamonte.
En ese tratado se acordó que los españoles devolverían al duque de Saboya todas las conquistas que habían hecho sobre él desde el comienzo de la guerra y que se desarmarían inmediatamente después de que el ejército saboyano se pusiera de nuevo en pie de paz. Que las disputas entre las casas de Gonzaga y Saboya se someterían al arbitraje del Emperador, haciéndose garante el marqués de Hinojosa, en nombre de su señor, de la ejecución de la amnistía concedida por los tratados precedentes a los súbditos de Mantua unidos al príncipe saboyano. El comercio interrumpido entre el Milanesado, el Valais y Suiza fue restaurado. Luis XIII de Francia se comprometió a perdonar a sus súbditos, que sirvieron en el Piamonte contra su defensa, y el duque de Saboya se comprometió a reducir sus fuerzas.
Si el primer tratado había sido glorioso para el duque de Saboya, el segundo le valió una reputación aún mayor. Toda Italia lo proclamó su defensor contra la opresión española, y lo miró como el único príncipe capaz de librarla del yugo extranjero.
El tratado concluido por el marqués de Hinojosa suscitó la indignación general en Madrid. Fue llamado por su gobierno y su juicio se inició de inmediato. Presuntamente habría perdido la cabeza en el tajo de no ser por la protección de Francisco Goméz de Sandoval y Rojas, duque de Lerma. La corte de España vio con dolor la influencia que ganaba Francia en los asuntos de Italia, donde la casa de Austria había conservado hasta entonces la preponderancia exclusiva. El momento era decisivo, había que enarbolar la gloria del nombre español, o perder los frutos de las victorias de Carlos V y la política de Felipe II.
En secreto, el rey de España resolvió romper la paz concluida con el duque de Saboya y encomendó a don Pedro de Toledo, marqués de Villafranca, el mando del ejército, destinado a subyugar al príncipe de Saboya, con el gobierno general de la Lombardía. Cuando Don Pedro de Toledo llegó a Lombardía, llamó bajo las armas a 70 capitanes que su antecesor había licenciado desde la paz. Aunque esa medida no dejaba dudas sobre las intenciones del nuevo gobernador, el duque de Saboya le envió un embajador para felicitarle, según la costumbre, y le exigió la ejecución del Tratado de Asti.
Carlos Manuel I luego se dirigió a las potencias que garantizan el tratado y exigió su apoyo. No encontró a Francia en una disposición favorable. En efecto, preocupada por los problemas que había causado el príncipe de Condé, temía romper con la Casa de Austria y deseaba prevenir una nueva guerra entre España y Saboya. Inglaterra y Venecia, por el contrario, la solicitaban apasionadamente. Inglaterra contando con hacer una diversión útil a los asuntos de Cléveris. Los venecianos para impedir que los españoles socorrieran al archiduque de Glatz, contra quien estaban en guerra. Pero estas dos potencias sólo podían ofrecer subvenciones al duque de Saboya. Se los prometieron y Carlos Manuel I ordenó de inmediato una importante leva de tropas, tanto nacionales como extranjeras.
Los planes de Don Pedro de Toledo se frustraron. Después de haber pensado en reducir al duque de Saboya sin luchar, quitándole el apoyo de Francia, la necesidad de ayudar rápidamente al archiduque de Glatz y el temor de ver a los ingleses desembarcar en las costas de Italia cambiaron los planes del gobernador de Milán. Don Pedro esperaba conciliar la paz de Saboya y la gloria de su señor proponiendo un tratado de acomodación. Carlos Manuel I indicó que estaba de acuerdo con el Tratado de Asti firmado el 21 de junio. Pedro de Toledo indicó que también quería hacerlo poniendo una única condición a la ejecución del Tratado de Asti, que era renunciar a la garantía de las potencias mediadoras.
La corte de Saboya reconociendo, de manera evidente, que al designio formado por los españoles de someter a Saboya a su yugo, sólo les quedaba la solución de oponerse por la fuerza a repeler una injusta agresión. Carlos Manuel I envió inmediatamente al mariscal de Lesdiguières, gobernador del Dauphiné, una solicitud solicitando la marcha de socorro acordada por el Tratado de Asti.
El 26 de mayo de 1616 el ministro Maximilien II de Béthune y el nuncio Alessandro Ludovisi se reunireron con el fin de aproximar las posturas. De hecho, Carlos Manuel I se negó a separarse de los venecianos y a hacer la más mínima modificación al último tratado, mientras que Pedro de Toledo afirmó no considerar ese último tratado de ninguna manera y quiso dictar las condiciones de un nuevo acuerdo y ayudar al archiduque de Glatz contra Venecia.
A partir de entonces la guerra era ya inevitable pero el gobernador del Milanesado no se atrevió a iniciarla sin una nueva orden de Madrid porque sabía que Francisco Goméz de Sandoval y Rojas deseaba la paz. Al recibir su correo, obtuvo del rey de España la orden de iniciar la guerra que en Madrid se llamó« la guerra de Don Pedro».

## La guerra de Don Pedro (1616)
El duque de Lombardía reunió a 26 000 hombres de infantería y 3000 de caballería, atravesó el Sesia en Villata y acampó a la derecha de ese río, no lejos de su confluencia con el Po.
El duque de Saboya tomó posición en La Motte, cerca de Vercelli, con 18 000 infantes y 2000 caballeros.
Aprovechando las decepciones amorosas de Enrique I de Saboya-Nemours, que iba a casarse con una de las hijas de Carlos Manuel I, el duque de Toledo se unió en secreto al duque de Nemours, mediante un tratado que le prometía la soberanía de Saboya bajo el vasallaje de España, si se declaraba contra el jefe de su Casa.
Ocultando sus traicioneros compromisos, ofreció al duque de Saboya de reclutar un cuerpo de 3000 hombres en los ducados de Ginebra y Faucigny, que formaban su apanage y que no tardarían en estar dispuestos. Pero el duque de Nemours, al que se unirían los españoles por el Franco Condado, excusó con varios pretextos los retrasos de la marcha de sus tropas hacia el Piamonte, cuando un correo español, que transportaba despachos, fue interceptado por las tropas de Carlos Manuel I. Ocultando su sorpresa y su pesar, el duque de Saboya ordenó al gobernador de Saboya hacer entrar en las plazas fuertes de esa provincia a todas las tropas leales que allí se encontraban y ordenó a Víctor Amadeo I cruzar los Alpes a la cabeza de 4000 hombres y marchar directamente contra el duque de Nemours para luchar contra él. Llegado a Saboya, Víctor Amadeo fue reforzado por tropas suizas o ginebrinas y se encontró con el enemigo justo cuando se disponía a cruzar el puente de Grésin sobre el Ródano, sin poder combatir, habiendo ganado el duque de Nemours rápidamente territorio francés para cruzar al Franco Condado. Sin embargo, habiendo amenazado los gobernadores del Lyonnais y de Borgoña de luchar contra él si no volvía rápidamente a sus funciones, accedió y arregló un arreglo con la corte de Francia, después de lo cual reunió a los 1700 hombres de sus tropas a las del Ejército de Saboya.
No habiendo funcionado la diversión del duque de Toledo, el duque de Saboya tomó la iniciativa de atacar el puente de Villata, con el fin de cortar la comunicación con Lombardía. Intentó quemar el puente con barcos de vela llenos de fuegos artificiales a lo largo del río, escoltados por un regimiento de caballería que envió a lo largo de la margen derecha del Sesia. Pero tras una escaramuza, los españoles que rondaban por la margen izquierda, consiguieron detener los brulotes.
El 14 de septiembre de 1616 las tropas de Pedro Álvarez de Toledo, bajo las órdenes del príncipe de Ascoli, pasaron el Sesia y atacaron las posiciones saboyanas de La Motte. Atacada de frente, y por sorpresa, por 8000 hombres, la derecha del duque de Saboya, formada por caballería e infantería piamontesa, hizo retroceder primero a los españoles. La izquierda y el centro del duque de Saboya, formado por saboyanos y franceses, también hicieron retroceder a las tropas del príncipe de Ascoli, que se replegaron detrás de un canal. El duque de Saboya se disponía a atacar a las fuerzas españolas cuando supo que Pedro Álvarez de Toledo avanzaba con el resto de su ejército. Habiendo perdido 500 hombres en el campo de batalla, Carlos Manuel I prefirió retirarse a Vercelli y tomó posición en el pueblo de Azian, desde donde pudo defender a Vercelli y defender el paso del Doire. Durante ese tiempo, los españoles acamparon en La Motte, luego en Stroppiana y luego se dirigieron a Crescentino, que decidieron atacar. Reaccionando rápidamente, el duque de Saboya envió refuerzos que desanimaron a los españoles, que se retiraron a Bianzè y Livorno mientras los saboyanos se apoderaban de Rondissone, Verolengo, Volpiano y algunos otros castillos en el Estado de Mantua.
Un ejército español tan fuerte, en el corazón del Piamonte, preocupó a Carlos Manuel I que envió a 1000 mosqueteros para atrincherarse y defender los vados del Dora y reforzó las guarniciones de Chivasso, Vercelli e Ivrea. Pero el envío de estos destacamentos debilitó al ejército saboyano, de modo que los españoles vagaron impunemente por el campo, tomando Germagnano, logrando sobornar al capitán del lugar, tras una apariencia de resistencia. Víctor Amadeo, regresando de Saboya con sus tropas, llegó a Crescentino. su padre luego avanzó hacia La Vénerie, quemó Bianzé, cortando el suministro a las tropas españolas que habían avanzado hacia el Piamonte. Pedro de Toledo decidió ir a Trino para asustar a las tropas de su enemigo. Sin embargo, tan pronto como partió hacia Castelmerlino, Carlos Manuel I levantó el campamento y se dirigió a Crescentino. El general español, advertido de ese movimiento, cambió de dirección y se dirigió hacia la abadía de Lucedio para aprovechar las ventajas del número y la sorpresa.
Los españoles se encontraron con la retaguardia de Saboya, compuesta casi en su totalidad por caballería, comandada por Guy de Saint-George, cerca de Lucedio. Los españoles atacaron vigorosamente a los saboyanos, obligándolos a retroceder. Un cuerpo de mosqueteros, que acudió en ayuda del duque de Saint-George, logró mantener las posiciones, pero el ejército de Saboya, cediendo en número, se retiró. Carlos Manuel I, alertado por el ruido de la lucha, volvió en dirección a Lucedio y se encontró con una columna enemiga que había invadido el flanco del duque de Saint-George. Fue el combate de Lucedio. Los españoles expulsaron a las tropas del duque de Saboya, compuestas principalmente por tropas extranjeras. Carlos Manuel I retrocedió, perseguido por el ejército español et y logró alcanzar Crescentino, tras perder 1600 hombres (400 muertos, 1000 heridos y 200 prisioneros).
Tras 3 días de descanso, el duque de Toledo dividió su ejército en 3 cuerpos:
- Mantuvo uno bajo su mando, posicionado en Crescentino para amenazar a Vercelli.
- El segundo cuerpo, bajo las órdenes del príncipe de Asculano, entró en la provincia de Biella.
- El tercer cuerpo, comandado por el marqués de Orozco, cruzó el Po y entró en el Astesan.[8] Después de cruzar el Tanaro y entrar en las Langhes, al frente de 4000 infantes y 500 de caballería, tomó Costigliole y luego puso sitio a Cortemilia.

Carlos Manuel I luego tomó una orden audaz, debilitando a su ejército, enviando al conde de Saint-George a realizar una maniobra de distracción con 5000 hombres. Le ordenó cruzar el Tanaro y atacar Isola d'Asti, el pueblo en el que el marqués de Orozco había instalado sus bases de retaguardia y sus equipos de puentes. Los saboyanos entraron en el lugar y se apoderaron de todos los pontones enemigos. Al ruido de la lucha, los destacamentos austríacos acudieron en ayuda de Isola, pero el señor de Saint-George, advertido, les tendió una emboscada, los derrotó y les quitó 150 hombres. El conde de Saint-George envió al caballero de Virle con un destacamento a Niella Tanaro. Tomaron Castellino, Castagnole y Cornian en rápida sucesión, antes de tomar Niella Tanaro con la ayuda de los lugareños.
Al enterarse de que Annibal Grimaldi, conde de Beuil y gobernador de Niza, intrigaba con don Pedro de Toledo, el duque de Saboya lo hizo arrestar y destruyó los castillos de Beuil y de La Tourette, que iban a servir de asilo a los conjurados. El Senado de Niza dictó sentencia de muerte contra Grimaldi, a pesar de las solicitudes de la corte de París a favor del culpable, y los 22 feudos del condado de Beuil fueron repartidos entre fieles servidores.
Durante este tiempo, las conferencias de paz continuaron en Turín con los representantes de Francia, del Vaticano, de Saboya, de España, de Venecia… Sobre todo desde la detención de Enrique, príncipe de Condé, el príncipe de Saboya estaba preocupado por las intenciones de París. Su delicadeza en la negociación, le permitió durante 2 meses, distraerr a los españoles, período durante el cual reforzó sus tropas.
Don Pedro se dio cuenta demasiado tarde de que estaba siendo engañado. Mientras su ejército se había visto debilitado por la deserción y la enfermedad, el de su enemigo recibía refuerzos diarios. El general español llamó al príncipe de Asculano y al marqués de Orozco y volvió al Milanesado tras incendiar Santhià. Los austriacos abandonaron Lucedio, el duque de Saboya levantó el sitio de San Damiano d'Asti, los mantuanos avanzaron hasta Cherasco, pero fueron derrotados el 2 de noviembre y perseguidos por la guarnición de la ciudad que reconquistó Serralunga d'Alba y Castino, teniendo que encerrarse en Verduno.
Víctor Amadeo I y su hermano Tomas partieron el 10 de diciembre, al frente de 500 jinetes, 2000 infantes y la milicia real de Biella, invadieron Masserano, defendida por 700 hombres, luego se dirigieron a Gattinara, donde los esperaban 3000 españoles. Los saboyanos dieron media vuelta y fueron a poner sitio a Crevacuore, ocupando Serravalle Sesia.
El 29 de diciembre de 1616, las baterías saboyanas iniciaron el bombardeo y la villa fue inmediatamente abandonada por los 800 defensores, que se refugiaron en el castillo. El 2  de febrero de 1617, a causa de la escasez y la insistencia de la princesa de Masserano, el comendador del castillo de Crevacuore se rindió. Habiendo obtenido este último permiso para retirarse a Milán, don Pedro de Toledo le hizo cortar la cabeza. Una columna de socorro, comandada por don Pedro de Luna, fue enviada en ayuda de Crevacuore. Después de apoderarse de Borgosesia, las tropas españolas fueron atacadas por los saboyanos. El comandante, don Pedro de Luna, resultó herido y sus soldados huyeron, perseguidos por los saboyanos que se hicieron dueños de Gattinara.

## La intervención francesa (1617)

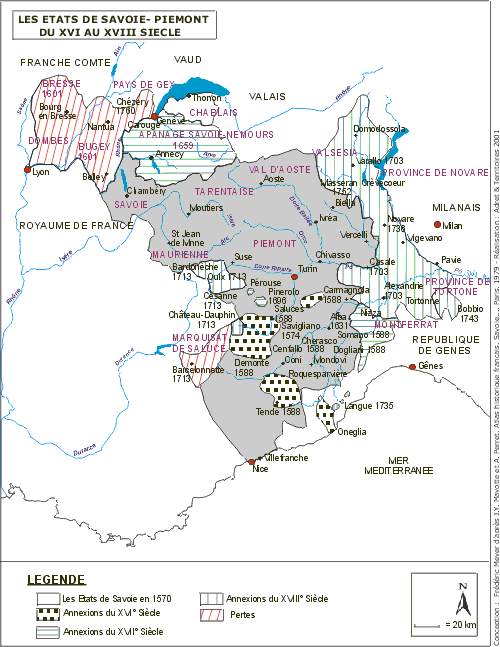
El territorio de Saboya y del Piamonte gobernado por la casa de Saboya, del siglo XVI al XVIII, primero como ducado de Saboya, luego como reino de Cerdeña.

Sin embargo, en ambos bandos se preparaba una nueva campaña y Carlos-Emmanuel I de Saboya instó vivamente a la corte del rey de Francia a cumplir sus compromisos. Pero los franceses, pensando tan poco en satisfacerlos, dieron la orden al mariscal de Lesdiguières de despedir a las tropas, al frente de las cuales se disponía a cruzar los Alpes, según la convención que había sido acordada por el embajador francés. Charles d'Angennes, marqués de Rambouillet, en la época del Tratado de Asti. El mariscal respondió a la reina de Francia María de Médicis, que se veía en la necesidad de desagradarle para servir a los intereses de Francia, que le llamó en ayuda del duque de Saboya hacia cuyos Estados marchó, a mediados de diciembre, a la cabeza de 7000 hombres de infantería y 500 de caballería.
El 3 de enero, el mariscal francés fue recibido en Turín. Poco después, se decidió el ataque de San Damiano d'Asti y el lugar fue ocupado, el 2 de febrero, por 4000 francosaboyanos, que, tras haber ocupado el castillo de Cisterna, iniciaron el bombardeo el 3 de febrero. El 5 de febrero llegó una columna de socorro española de 1000 hombres sin atreverse a atacar. El mismo día, al enterarse de que la comida se estaba acabando en la ciudad y que tenía su único cañón fuera de servicio, Carlos Manuel I propuso al gobernador capitular. El capitán Prandi se negó e hizo una salida que fue rechazada. Los saboyanos incrementaron entonces el bombardeo. El 6 de febrero de 1500 franco-piamonteses fueron enviados al encuentro de la columna de socorro española. Durante ese tiempo, la artillería creó brechas en las fortificaciones que fueron reparadas a partir del día siguiente debido a la caída de las lluvias, que inundaron las trincheras y ralentizaron el fuego de la artillería. El día 9 el bombardeo se reanudó con fuerza y habiéndose abierto una brecha, los franco-saboyanos se lanzaron al asalto, pisaron la contraescarpa y comenzaron a descender al foso, cuando los sitiados batieron la llamada —señal convencional ejecutada por los sitiados, con trompeta o tambor, para indicar a los sitiadores que estaban listos para rendirse— y exigieron capitular. Pero los soldados victoriosos continuaron escalando la brecha, entraron en la ciudad, la saquearon, pasaron a espada a toda la guarnición, así como al gobernador y a un gran número de habitantes. La masacre solo cesó con la llegada del duque de Saboya y el mariscal de Lesdiguières, San Damiano fue inmediatamente desmantelado.
Los saboyanos avanzaron entonces sobre Alba, que fue completamente rodeada el 23 de febrero. El 5 de marzo, el gobernador de Alba recibió la seguridad de que iba a recibir, en el plazo de 3 días, un fuerte ejército de socorro de 12 000 hombres comandado por don Pedro de Tolède. Esta esperanza devolvió el valor a los sitiados. Sin embargo, si varios destacamentos españoles, procedentes de Dian, venían a reforzar la guarnición, obligaban a la reducción de las raciones. El 8 de marzo, nada anunció el acercamiento de la ayuda. El 10 de marzo, agotados los últimos recursos, el gobernador izó la bandera blanca y autorizó a la guarnición a salir a sonar de tambores y desplegar pancartas y retirarse a Nizza. Sin embargo, un cuerpo de tiroleses, que era la fuerza principal, aplastó un débil destacamento saboyano que encontró en su camino. La caballería saboyana persiguió a la tropa y la llevó prisionera al campo de Asti, donde fueron ejecutados 5 oficiales.
La caída de Alba suscitando temores de la entrada de los saboyano en la provincia de Alejandría, abandonaron las Langhes en dirección a Felizzano.
El marqués de Litta llegó para renovar la oferta de un tratado privado muy ventajoso. Pero el duque de Saboya se negó, solicitando sin embargo una suspensión de armas que el duque de Toledo no aceptó.
Carlos Manuel I se dispuso entonces a atacar a 16 compañías españolas, alojadas en La Roquette de Tanaro, al frente de 800 jinetes franceses y parte de la infantería saboyana. Una pelea entre los soldados aliados retrasó la marcha de la columna, lo que permitió a los españoles retirarse.
Volviendo a Asti, un destacamento saboyano partió para atacar Colcavagne, pero fueron derrotados al igual que en Monclar. Sin embargo, en Calos 250 sorprendidos alemanes depusieron las armas.
El conde Gui de Saint-Georges, al frente de la infantería francesa y de 2000 jinetes, partió para atacar Montiglio, que fue asolada a fuego y sangre.
El príncipe Víctor Amadeo I y el marqués de Caluso avanzaron por separado de Santhià. Pero las nuevas empresas franco-saboyanas se detuvieron, debido a que la reina María de Médicis, que había asumido la causa del duque de Mantua, renovó órdenes más específicas al mariscal de Lesdiguières de abandonar Saboya. Este último, temiendo comprometerse demasiado, anunció al duque de Saboya la necesidad de regresar a Francia. El 6 de abril, cuando las tropas españolas contaban con 30 000 hombres, las tropas francesas volvieron a sus acantonamientos.
Tan pronto como el gobernador del Milanesado supo que el duque de Saboya estaba reducido a sus únicas fuerzas, reunió a las suyas y las hizo cruzar el Po, en Frassineto, y marchar sobre Vercelli, donde el juez real se había comprometido a entregar la ciudad. 500 caballeros, cada uno con un soldado de infantería tras ellos, se acercaron confiados a la ciudad, pero el marqués de Caluso, advertido de la traición del juez, tendió una emboscada a los españoles y mandó ejecutar al juez. El duque de Saboya se apresuró a arrojar a la plaza 600 refuerzos, que llegaron justo el día antes del asedio de la ciudad, el 24 de mayo, por don Pedro. El 3 de junio, los españoles lanzaron 3 ataques contra la ciudadela que fracasaron. El 6 de junio, tras fuertes lluvias, la crecida de las aguas arrastró los puentes sobre el Sesia, lo que permitió a los sitiados realizar una salida con 1500 hombres contra el cuartel alemán para enviar un correo a avisar al duque de Saboya de que la pólvora de cañón estaba a punto de agotarse. Después de la lluvia, los españoles reconstruyeron los puentes, tomaron un reducto, cavaron una sapa —método de asedio que consiste en destruir una fortificación minando los cimientos de una muralla— y le prendieron fuego, y entraron en el camino cubierto. Apenas instalados, fueron atacados por la guarnición y, tras un largo combate, los españoles se retiraron con pérdidas. Inmediatamente, el marqués de Caluso hizo una salida, reconquistando el reducto sobre el glacis. Habiendo llegado el mensaje al duque de Saboya, envió inmediatamente 300 jinetes, cada uno con una bolsa de pólvora. Pedro de Toledo, al enterarse del asunto, hizo avanzar 500 jinetes y algunos mosqueteros, apoyados por otros 500 jinetes. Sin embargo, la línea de defensa se cruzó, pero uno de los jinetes disparó imprudentemente un tiro de pistola, una de las bolsas de pólvora se incendió, la ignición se extendió y, en un instante, la tropa quedó hecha pedazos, o se ahogó en el Sesia. Solo 30 caballos lograron ingresar a la ciudad. Al día siguiente los españoles lanzaron un nuevo ataque, sin éxito, pero el lugar no aguantó mucho más sin pólvora.
Sin embargo, el duque de Saboya avanzó desde Crescentino para acudir en ayuda de los sitiados y acamparon en Santhià. A pesar de las savias y del continuo disparo de 38 grandes cañones, los defensores saboyanos, al enterarse de este movimiento, redoblaron su ardor. El 12 de julio murió el conde Serbelloni, general de la artillería española. Reemplazado por don Pedro de Messia, corrió la misma suerte. El 19 de julio, Carlos Manuel I finalmente apareció y suministró pólvora a la ciudadela. Pero, temiendo que lo rodearan, se retiró rápidamente hacia Ivrea para esperar la llegada de 4000 berneses. Los españoles no siguieron a Carlos Manuel I, permaneciendo en posición frente a Vercelli. El 22 de julio, intentaron un nuevo asalto fallido que les costó 800 hombres. Sin embargo, sin esperar ya ayuda y falto de municiones, el marqués de Caluso capituló el 25 de julio y salió con los honores de guerra con 2100 hombres, 840 de ellos heridos, dejando la villa, ciudadela y castillo en manos españolas. Habiendo costado ese asedio a don Pedro 6000 hombres, quiso poner fin a la guerra y renovó su oferta de tratado, que fue rechazada por el duque de Saboya, que quería la mediación de Francia o el regreso del mariscal Lesdiguières, tras la muerte del mariscal d'Ancre y el exilio de la reina madre María de Médicis.

## El fin de la guerra
Lesdiguières recibió en efecto la orden de Luis XIII de formar un campamento en la frontera de Saboya y cruzó los Alpes a mediados de julio, solo, para encontrarse con Carlos Manuel I y luego con Pedro Álvarez de Toledo, a quien exigió la ejecución del Tratado de Asti. Ante la vaga respuesta del gobernador de Lombardía, el mariscal y el duque de Saboya unieron sus ejércitos en Asti y marcharon, el 1 de septiembre, hacia Felizzano, que fue tomada inmediatamente a pesar de los 1500 defensores tiroleses. Luego, el ejército se encaminó a Solero, luego a Quargnento y después a Alejandría, para sitiarla, pero la corte de Francia llamó a las tropas francesas en Dauphiné, el 6 de septiembre. De hecho, Luis XIII se había puesto en contacto con Felipe III de España y todas las partes aceptaron y firmaron la ejecución completa del Tratado de Asti. Sin embargo, Pedro Álvarez de Toledo, herido por la suerte de las armas y por un acuerdo firmado sin su conocimiento, se negó a cumplir y continuó las hostilidades contra los venecianos, pero llamado al orden, los combates se extinguieron rápidamente.